# Coccopygia
Coccopygia és un gènere d'ocells de la família dels estríldids (Estrildidae).

## Taxonomia
Segons la Classificació del Congrés Ornitològic Internacional (versió 14.2, 2024) aquest gènere està format per tres espècies:
- Coccopygia quartinia - estrilda ventregroga.
- Coccopygia bocagei - estrilda de Bocage.
- Coccopygia melanotis - estrilda galtanegra.